# 內森·貝德福德·福雷斯特
內森·貝德福德·福雷斯特（英語：Nathan Bedford Forrest，1821年7月13日—1877年10月29日）是南北戰爭邦聯軍中的高級將領以及戰後三K黨的首任領袖。他指揮才華精湛，擅長統領騎兵，但同時也因種族主義和戰爭罪行而聞名。他因在枕堡（Pillow Fort）下令殺害300余名敵軍士兵以及戰後領導3K黨的行為而飽受爭議。
戰爭之前，福雷斯特作為棉花種植園主、馬匹商人、房地產經紀人和奴隸商人而積累了大量財富。1861年6月，他加入了聯盟軍，並成為戰爭期間為數不多的戰前未有任何訓練而由列兵升為將領的人物。作為一名精湛的騎兵將領，福雷斯特被任命為一個騎兵軍團的指揮官。他在任上建立了有關騎兵的新學說，並因此獲得了“馬鞍巫師”（The Wizard of the Saddle）的綽號。他的方法影響了後世的軍事戰略家，儘管一些評論家認為聯盟軍的最高指揮官對他的才華缺乏重視。
1864年4月，福雷斯特指揮其部隊在枕堡（Pillow Fort）屠殺了數百名聯邦軍的士兵，其中大部分是黑人士兵，被認為是美國軍事史上最慘痛悲劇之一。福雷斯特的行為被北方指責為戰爭罪行大屠殺，更在北方軍民中激起義憤，增加了北方平叛的民意基礎及決心。
邦聯戰敗投降後，福雷斯特於1867年加入了3K黨，並當選為第一任大巫師（Grand Wizard，即大頭領）。以福雷斯特為首的3K黨在1868年選舉中通過暴力和恐嚇壓制了南部黑人的投票權。1869年，福雷斯特對南方廣泛出現的白人優越主義恐怖組織的缺乏紀律表示失望。他發出一封信，命令解散3K黨，並隨後退出了組織。福雷斯特晚年堅稱自己從未參加過3K黨，並發表了主張種族和諧的公開演講。